# Harita Kaur Deol
Harita Kaur Deol (Hindi हरिता कौर देओल; * 25. Dezember 1972 in Chandigarh; † 24. Dezember 1996 Bukkapuram,  Kurnool) war eine indische Pilotin. Sie gehörte zu den ersten weiblichen Transportfliegerinnen der Indischen Luftstreitkräfte.

## Werdegang
Im Jahr 1992 schrieben die Indischen Luftstreitkräfte (IAF) erstmals acht Stellen für weibliche Piloten aus. Harita Kaur Deol war (unter 20.000) eine der erfolgreichen Bewerberinnen. Von 500 zu den Prüfungen (schriftlicher Test, einwöchiges körperliches Training und medizinische Untersuchung) zugelassenen Kandidatinnen hielten 13 der Belastung, dem Druck und der Konkurrenz stand und wurden in die Transportflotte der IAF aufgenommen. Geschult wurden die 7 Pilotinnen Archana Kapoor, Bindu Sebastian, Priya Nalgundwar, Pamela Rodrigues, Priya Paul und Anisha Shinh zwei Monate lang auf einer HAL HPT-32 Deepak und anschließend fünf Monate auf einer HAL HJT-16 Kiran. In der dritten Ausbildungsstufe folgte ein Training auf der Antonow An-32 und der Avro. Kaur Deol war die erste Frau, die einen Alleinflug für die Indischen Luftstreitkräfte durchführte. Dieser Flug fand am 2. September 1994 in einer Avro HS-748 statt, als sie 22 Jahre alt war.

## Absturz
Harita Kaur Deol besuchte die Navigation Training School IAF. Am 24. Dezember 1996 machte Flugleutnant Harita Kaur als Copilotin zusammen mit Flugleutnant Kumara Krishnan (1966–1996) als Flugkapitän einen Routineflug. Eine Avro 748 sollte von der Tambaram Air Force Station nach Hyderabad geflogen werden. Der Start verlief zunächst planmäßig. Auf halber Strecke bei Nellore im Bundesstaat Andhra Pradesh wurde ein Notruf abgesetzt. Alle Versuche, das Flugzeug wieder unter Kontrolle zu bringen, scheiterten und der Absturz erfolgte in der Nähe des Dorfes Dubagunta. Materialermüdung war die Ursache für einen Brand und den Bruch der rechten Tragfläche. Harita Kaur, Kumara Krishnan und 22 weitere Menschen kamen ums Leben. 
Somit war Harita Kaur Deol nicht nur die erste indische Frau, die einen Alleinflug bei den Indischen Luftstreitkräften durchführte, sondern auch die erste indische Pilotin, die in Ausübung ihres Dienstes ihr Leben verlor.